# Rotherens
Rotherens ist eine französische Gemeinde mit 375 Einwohnern (Stand: 1. Januar 2022) im Département Savoie in der Region Auvergne-Rhône-Alpes (vor 2016 Rhône-Alpes). Sie liegt im Arrondissement Chambéry und dem Kanton Montmélian (bis 2015 La Rochette). 

## Lage
Rotherens liegt etwa 20 Kilometer südöstlich von Chambéry. Umgeben wird Rotherens von den Nachbargemeinden 
- Villard-Sallet im Norden,
- La Table im Osten und Nordosten,
- Valgelon-La Rochette mit Étable im Süden und Osten und La Rochette im Südwesten,
- La Croix-de-la-Rochette im Westen.

## Bevölkerungsentwicklung
| Jahr                       | 1962 | 1968 | 1975 | 1982 | 1990 | 1999 | 2006 | 2013 |
| -------------------------- | ---- | ---- | ---- | ---- | ---- | ---- | ---- | ---- |
| Einwohner                  | 168  | 173  | 163  | 141  | 177  | 192  | 276  | 339  |
| Quellen: Cassini und INSEE |      |      |      |      |      |      |      |      |